# Exon

Sơ đồ minh hoạ exon trong tiền RNA thông tin. Đó là các đoạn mã hóa amino acid (màu đỏ), còn các intron (màu xanh) sẽ bị loại bỏ, từ đó các exon nối với nhau tạo thành mRNA có chức năng. Đầu 5 ′ và 3 của mRNA được đánh dấu và có hai vùng ở ngay hai đầu là các đoạn không được dịch mã (kí hiệu UTR - màu xám).

Exon là đoạn RNA có mang thông tin mã hóa amino acid của gen cấu trúc. Đoạn còn lại của gen này không mang thông tin mã hóa amino acid gọi là intron. Đây là thuật ngữ trong sinh học phân tử và sinh hoá học, nguồn gốc từ tiếng Anh là exon (IPA: /ˌɛkˈsɔn/) đã được dịch ra tiếng Việt theo kiểu phiên âm là "exôn". Các exon sẽ được biểu hiện, còn các intron không có biểu hiện gen.

## Từ nguyên và nội hàm
- Thuật ngữ "exon" xuất hiện vào năm 1978, theo đề xuất của Walter Gilbert: "Khái niệm về cistron cần được thay bằng một đơn vị phiên mã khác có chứa các vùng sẽ bị mất từ dạng tiền trưởng thành - mà tôi đề nghị chúng ta gọi là intron (vùng intragenic) - xen kẽ với các vùng sẽ được biểu thị gọi là exon".[6]
- Nội dung trên ban đầu dùng để chỉ những vùng sẽ được làm khuôn cho dịch mã, nghĩa là chỉ có ở gen và mRNA; nhưng sau đó cũng dùng để chỉ các chuỗi còn lại sau quá trình chế biến RNA của cả rRNA và tRNA.[7][8][9]

## Thành phần ở bộ gen

Sư gỡ bỏ các intron, chỉ giữ lại các exon làm cho gen ban đầu ngắn hẳn lại, thuận lợi cho dịch mã.

- Mặc dù exon rất quan trọng vì mang các thông tin mã hóa protein, nhưng chúng lại chỉ chiếm tỉ lệ nhỏ trong bộ gen của mỗi cơ thể.[10] Chẳng hạn như ở người, tổng số các exon chỉ chiếm khoảng 1,5% còn 24% là các intron và ngót 75% là vùng liên quan (intergenic region) trên DNA. Vì thế đã có tác giả cho biết bộ gen người có số lượng gấp gần 10 lần bộ gen vi khuẩn, nhưng số gen mã hóa chỉ hơn vài ba lần, nghĩa là phần DNA nhiều hơn chủ yếu là điều hòa.[2]
- Theo một thống kê, trong mỗi bộ gen của sinh vật nhân thực, thì trung bình chỉ có 5,48 exon trên mỗi gen.[11][12][13]